# Apteronotus magdalenensis
Apteronotus magdalenensis är en fiskart som först beskrevs av Miles, 1945.  Apteronotus magdalenensis ingår i släktet Apteronotus och familjen Apteronotidae. Inga underarter finns listade i Catalogue of Life.